# 기바니차
기바니차(세르보크로아트어: гибаница/gibanica)는 필로와 흰 치즈로 만든 동남유럽의 전통 페이스트리이다. 세르비아의 국민 음식 가운데 하나로 여겨진다.

## 이름
세르보크로아트어 "기바니차(гибаница/gibanica)"는 "접다, 꺾어 겹치다"를 뜻하는 동사 "기바티(гибати/gibati)"의 수동 과거 분사 형태인 "기바나(гибана/gibana)"에 지소형 명사 파생 접미사 "-이차(-ица/-ica)"를 붙인 말이다.

## 만들기
오븐 용기에 기름 또는 라드를 바르고 필로를 한두 장 깐다. 페타나 시레네 등 흰 치즈와 달걀, 우유 등을 잘 섞어 두고, 필로를 구겨서 치즈 혼합물에 담가 골고루 묻힌 것으로 필로를 깐 오븐 용기 속을 채운다. 감자, 고기, 시금치 등을 함께 넣기도 한다. 속을 채운 다음에는 다시 라드나 기름을 발라 가며 필로를 한두 장 덮어서 봉한 다음 구워 낸다.

## 변형
슬로베니아 프레크무레의 프레크무르스카 기바니차, 크로아티아 메지무레의 메지무르스카 기바니차 등이 있다.

## 같이 보기
- 뵈레크
- 스파나코피타
- 파이